# 埃米利奥·科雷亚 (1985年)
小埃米利奥·科雷亚（西班牙語：Emilio Correa，1985年10月12日—），古巴男子拳击运动员。他曾代表古巴参加2008年夏季奥林匹克运动会拳击比赛，获得男子75公斤级银牌。

## 家庭
父亲老埃米利奥·科雷亚。